# Louis Borel
Lodewijk (Louis) Borel (Amsterdam, 6 oktober 1905 – aldaar, 24 april 1973) was een Nederlands acteur, die ook furore maakte in de Verenigde Staten en Engeland en diverse malen op West End en Broadway stond.

## Familie
Borel was de zoon van schrijver en journalist Henri Borel (1869-1933) en diens tweede echtgenote Helena Maria de Hartog. Hij had nog twee halfzusters en een halfbroer. Hij was de kleinzoon van  generaal-majoor en gouverneur van de Koninklijke Militaire Academie George Frederik Willem Borel (1837-1907) en Suzanna Elisabeth Marcella (1839-1910). Zijn grootmoeder was een telg uit het geslacht Marcella en een kleindochter van generaal Bernardus Johannes Cornelis Dibbets (1782-1839). Zijn oom was assistent-resident Eduard Ludwig Martin Kühr en een achterneef was luitenant-generaal Jean Henri Borel.

## Loopbaan

### Vroege loopbaan

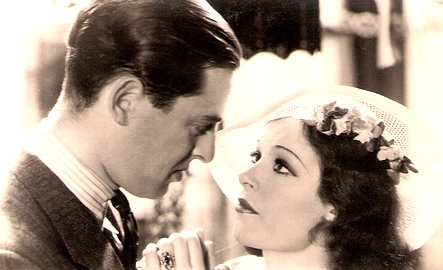
Louis Borel en Jopie Koopman in Malle gevallen

Borel was door zijn vader voorbestemd om bankier te worden, maar begon in plaats daarvan zijn loopbaan in 1924 bij het Hofstadtoneel van Cor van der Lugt Melsert (onder de artiestennaam Lodewijk Makkay). Hij was vervolgens (vanaf 1924) werkzaam bij het Nederlands-Indisch Toneel, dat toen onder leiding stond van Cor Ruys en afwisselend in Nederland en Nederlands-Indië optrad. In 1928  speelde hij daarnaast enige voorstellingen met een toneelgezelschap dat geleid werd door Theo Frenkel jr. In 1929 speelde hij met het Nederlands-Indisch Toneel, samen met Jan C. de Vos, jr., Dolly Bouwmeester en Tilly Lus, in het toneelstuk Leven, dat handelde over de gevaren van TBC-besmetting. Dit toneelstuk kreeg in dagblad Het Centrum lovende recensies. Het Nederlands-Indisch toneel maakte in 1930 een tournee naar Antwerpen en reisde vervolgens op 20 augustus per Slamat van de Rotterdamse Lloyd naar Nederlands-Indië, waar het gezelschap op 24 september optrad in de stadsschouwburg te Weltevreden met het stuk Topaze, een satire in vier bedrijven van Marcel Pagnol. Datzelfde jaar werd ook het 25-jarig jubileum van Cor Ruys gevierd.
In 1932 werd het familieblijspel in drie bedrijven Dr. Stielitz door het Nederlands-Indisch Toneel met veel succes opgevoerd. Cor Ruys speelde de joodse vader en verder speelden Borel, Anton Ruys, Pierre Myin, Eline Pisuisse, Wim Kan en Johanna Bouwmeester mee. Een recensent schreef in De Tijd: Men moet dit gaan zien. Dit fijnzinnig en tevens allerkoddigste toneelspel van een groot acteur is het waard door honderden genoten te worden. Een gang naar het Amsteltheater in de Amstelstraat beveel ik dan ook van harte aan. Het jaar daarop speelde het gezelschap het stuk De 4 Müllers, waarover in de krant geschreven werd: heel de bezetting was uitstekend en ook Jacques Reule en Louis Borel gaven krachtig samenspel als vader en zoon. Borel speelde hierna nog een korte periode bij Die Haghespelers van  Jacques van Hoven (tot 1 november 1934). Hij trad in deze tijd met collega's als Johan Kaart, Enny Meunier, Louis de Bree, Annie van Duyn, Jopie Koopman, Roland Varno en Fie Carelsen op. Vanaf december 1934 was hij verbonden aan het Centraal Toneel, als opvolger van Frits van Dongen en speelde hij in de speelfilm Malle gevallen de rol van Hans Ritman, naast de acteurs Johan Kaart (Bram van Boven) en Roland Varno (Boy de Wit). Hij begon nu in meer Nederlandse speelfilms te acteren, zoals in 1935 in De Kribbenbijter, naast Chris Baay en Mary Dresselhuys en in Suikerfreule, naast Johan Elsensohn, Louis de Bree en Annie van Duyn.

### Loopbaan in Nederland en elders

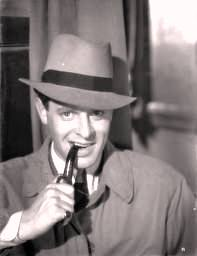
Borel aan het begin van zijn loopbaan

Borel vertrok in 1934 naar Londen, waar hij aldaar bij het toneel een reeks van gastvoorstellingen speelde en daarmee veel succes oogstte, onder meer in Return to yesterday; De Engelse dagbladen schreven met veel lof over zijn prestaties en noemden Borel een combinatie van een roeier in een universiteitsploeg en  met de charme en het accent van Maurice Chevalier. Deze lof gold onder meer zijn optreden in Return to yesterday en de hoofdrol, naast Merle Oberon en Rex Harrison, in de film Over the moon. De Daily Herald merkte hieromtrent op: Deze jongeman is begaafd en heeft de magnetische blik, de manier en het accent, die hem onvermijdelijk ten prooi zullen doen vallen aan onze filmstudio's. Borel sloot in augustus 1935 een contract voor vijf jaar met Metro-Goldwyn en vertrok in september van dat jaar naar Hollywood. Hier speelde hij een succesvolle rol in de dansfilm Head over heels, die ook in Nederland, onder meer in het Maxim-theater, draaide. Het jaar daarop speelde Borel met Merle Oberon en Rex Harrison in de rolprent Over the moon en was hij eregast tijdens het wereldfilmbal in het Kurhaus te Scheveningen in 1938. In 1939 speelde hij samen met Jan Musch en Fien de la Mar in de Nederlandse speelfilm De Spooktrein. Tijdens de oorlogsjaren was Borel woonachtig in Amerika, waar hij in verschillende films meespeelde, zoals London Blackout Murders (1943), maar ook in enkele films waar zijn naam niet op de aftiteling werd genoemd, zoals Paris after dark (1943) en The story of Dr. Wassell (1944).
Borel keerde in 1949 terug naar Nederland en speelde dat jaar in het toneelstuk Bakerssprookjes, waarvoor hij ook de regie verzorgde, samen met Mary Dresselhuys en Guus Oster. De Locomotief schreef dat hij zich bij deze gelegenheid een goed regisseur toonde. Borel richtte in 1955 zijn eigen toneelgezelschap, De Blijspelers, op, waarmee hij dat jaar het Amerikaanse blijspel, dat hij zelf vertaald en bewerkt had, De Ooievaarswals, opvoerde. Andere acteurs in dit gezelschap waren Péronne Hosang, Teddy Schaank, Marianne Rector, Thera Westerman, Rijk de Gooyer, Lex Goudsmit, Bab Wijsman, Dickie Bos en John de Geest. Hij werd in 1956, samen met Frits van Dijk en Guus Hermus artistiek leider van de per 1 september van dat jaar opgerichte stichting Nederlands Toneelgezelschap, die als doel had artistiek verantwoorde toneelspelkunst in geheel Nederland te brengen en positieve bijdragen te leveren tot de cultuurspreiding in Nederland. Het gezelschap bestond verder uit 17 actrices en 20 acteurs. Het Nieuw Nederlands Toneelgezelschap bracht diverse stukken op de planken, waaronder in 1956 Moederdag. Borel leidde ook Josephine Baker in tijdens haar afscheidsvoorstelling in Theater Carré in 1956.

### Latere loopbaan
In 1957 bracht het Nieuw Nederlands Toneelgezelschap, onder regie van Borel, en waarin hij ook een hoofdrol, naast Andrea Domburg en Ton Kuyl, speelde, de thriller De vrouw met het rode haar op het toneel. Van 1958 tot 1962 vervulde hij als gastspeler diverse rollen bij de Nederlandse Comedie, waaronder in de spelen Eerste liefde, De twaalf gezworenen, Wie is Janus?,  'n Tik van de zon en  Dreamgirl. In 1962 speelde hij naast Kitty Janssen, Guus Oster, Winnifred Bosboom en Jan Teulings in het blijspel Mary, Mary en in het voorjaar van 1963 acteerde hij samen met Lily Bouwmeester in het toneelstuk Lieve leugenaar. Op oudejaarsavond 1964 zond de KRO de televisieregistratie van de klucht van Jan Blaaser Drie is te veel uit, waar onder meer Borel, Sara Heyblom, Jan Knipscheer en Joop Doderer in meespeelden. Van 1965 tot 1968 was Borel bij de Haagse Comedie actief. Bij dit gezelschap speelde hij onder meer De cactusbloem, met Paul Steenbergen en Myra Ward en Ik zoek Mioussov, met Eric van Ingen, Georgette Hagedoorn en Anne Wil Blankers.
Een groot deel van die tijd regisseerde Borel ook toneelstukken, zoals bij het gezelschap van Guus Oster, het toneelgezelschap van Johan Kaart, het Nieuw Nederlands Toneelgezelschap en een gezelschap rond Lily Bouwmeester. Hij acteerde tot in de jaren vijftig regelmatig in Amerikaanse televisieseries  als Passport to Danger, Crusader, Topper en Those Whiting Girls. In de late jaren zestig speelde hij hoofd- en bijrollen in blijspelen, zoals Er zat een haar in mijn soep, samen met Ton van Duinhoven en Trudy Labij. In die jaren had hij ook een radiorubriek op Radio Luxemburg met Bobbejaan Schoepen. Op eerste kerstdag 1969 werd het televisiespel K. White Christmas, een satire op de Amerikaanse showbusiness, uitgezonden; in dit stuk acteerden, naast Borel, onder meer Petra Laseur en Mieke Telkamp. Een van de laatste rollen die hij speelde was die van burgemeester in de televisieserie Swiebertje, in welke hij Rien van Nunen opvolgde. Hij speelde deze rol in de seizoenen 1970/71 en 1971/72. Tot zijn grote spijt werd het contract met de NCRV daarna niet meer verlengd. In zijn laatste levensjaren leed hij aan Parkinson en kon hij zijn mondspieren niet meer onder controle houden. Tijdens zijn laatste filmrol als antiquair in Because Of The Cats van Fons Rademakers  (1973) werd de camera dusdanig opgesteld dat deze problemen onzichtbaar bleven. Hij overleed twee jaar later, op 67-jarige leeftijd, te Amsterdam.

## Filmografie

### Televisie
- 1974.  De vloek van woestewolf (Nederlandse televisieserie)

Dans in de herberg: de abt
De witte jonkvrouw: broeder Egidius
Wondere Willibald: broeder Egidius
De kist: Abt
- 1974. Hier stierf Hanna Tholen (televisiespel, postuum uitgezonden)
- 1973. Niet voor de poezen (Nederlandse film)

Speelt de rol van antiquair
- 1970-1972. Swiebertje (Nederlandse televisieserie): alle afleveringen: de burgemeester
- 1970-1971. De klop op de deur (Nederlandse televisieserie): afleveringen: niet bekend
- 1969. K. White Christmas (televisiespel)
- 1968. Kaas (Nederlandse televisiefilm)

Speelt de rol van kolonel
- 1966. 10.32 (Nederlandse speelfilm)

Speelt de rol van verkoper Blom
- 1964. Drie is teveel (televisieregistratie)

Speelt advocaat Gravesande
- 1963. De fuik (Nederlandse televisieserie)

Een lichtvoetig meisje: Hertog
- 1963. Arthur en Eva (televisieserie)
- 1962. Hard tegen hard (blijspel, televisieregistratie)

Speelde toneelschrijver Dunwoody
- 1962. Pelikaan eiland (televisieregistratie)

Speelt de rol van Sir Gilbert
- 1962. Angst en ellende uit het Derde Rijk (Nederlandse televisieserie)

De rechtspraak: rol onbekend
- 1961. De rinoceros (Nederlandse televisiefilm)

Speelde Papillon
- 1961. Poging tot gesprek (Nederlandse televisieserie)

Speelt scheikundeleraar Frans van der Velde in de eenakter van Jef Heydendael
- 1960. Zomaar een dag in de lente (Nederlandse televisiefilm)

Speelde Frank
- 1955. The purple mask (Belgische film)

Speelde een arbeider (niet gecrediteerd)
- 1953-1955 Topper (Amerikaanse televisieserie)

Topper's desert island: rol onbekend

### Films
- 1954. Désirée (Amerikaanse film)

Speelde de rol van baron Morner (niet gecrediteerd)
- 1944. A night of adventure (Amerikaanse film)

Speelde Tony Clark (als Louis Borell)
- 1944. The story of Dr. Wassell (Amerikaanse film)

Onbekende rol (niet gecrediteerd)
- 1943. The Iron Major (Amerikaanse film)

Franse officier (niet gecrediteerd)
- 1943. Paris after dark. (Amerikaanse film)

Picard (niet gecrediteerd)
- 1943. London Blackout Murders. (Amerikaanse film)

Peter Dongen (als Louis Borell)
- 1942 Cardboard lover (Amerikaanse film)

Niet gecrediteerd, rol onbekend
- 1940. Foreign Correspondent (Amerikaanse film)

Captain Lawson (niet gecrediteerd)
- 1939. De spooktrein. (Nederlandse film)

Ted
- 1939 Over the moon. (Amerikaanse film)

Pietro
- 1938. Queer Cargo. (Amerikaanse film)

Benson
- 1937. Head over Heals. (Amerikaanse film)

Marcel Larimour
- 1937.  The Avenging Hand. (Amerikaanse film)

Pierre Charrell
- 1936. House Broken. (Amerikaanse film)

Charles Delmont
- 1935. Fientje Peters, poste restante. (Nederlandse film)

Mr. Willem van Scheltema
- 1935. Suikerfreule. (Nederlandse film)[27]

Hans Vermeer, niet gecrediteerd
- 1935. De Kribbebijter. (Nederlandse film)[28][29]

Van Maren
- 1934. Malle gevallen. (Nederlandse film)

Student Hans Rikman

### Toneelrollen

#### Nederlands toneel (selectie)
- 1969. Er zat een haar in mijn soep - blijspel
- 1968. Blaffende honden bijten niet - blijspel
- 1967. Tableau - Haagse Comedie
- 1966. Professor Bernardi - Haagse Comedie
- 1966. Ik zoek Mioussov - Haagse Comedie
- 1965. Cactusbloem - Haagse Comedie
- 1964. Kiss me Kate - Nieuw Rotterdams Toneel
- 1964. Lieve leugenaar
- 1963. Mary, Mary - Nederlandse Comedie
- 1960 Eerste liefde - Nederlandse Comedie
- 1958 De twaalf gezworenen - Nederlandse Comedie
- 1958 Wie is Janus? - Nederlandse Comedie
- 1958. 'n Tik van de zon - Nederlandse Comedie
- 1958. Dreamgirl - Nederlandse Comedie
- 1958. Hier met de poet! - Nederlandse Comedie
- 1957. De vrouw met het rode haar - Nieuw Nederlands Toneelgezelschap, tevens regie
- 1956. Moederdag - Nieuw Nederlands Toneelgezelschap
- 1955. De Ooievaarswals - met de Blijspelers, een vertaling van Borel, tevens onder zijn regie
- 1949.  Meester ABC - met Wim Kan en Corry Vonk
- 1949. Bakerssprookjes - onder meer gespeeld in het Leidsepleintheater, met Borel, Mary Dresselhuys, Guus Oster, Riny van Slingelandt en Emy van Swol
- 1935. Afkloppen! - Centraal Toneel
- 1934. Ouwe luitjes thuis - Centraal Toneel, met Cees Laseur, Mary Dresselhuys, Tilly Lus en Borel als plaatsvervanger voor Frits van Dongen
- 1934. Als ouders slapen... - Blijspel in drie bedrijven, De Haghespelers
- 1933. De 4 Müllers - Nederlands-Indische Toneel
- 1933. De grote...kleine man! - Spel van ambtenaren in drie bedrijven, Nederlands-Indisch Toneel
- 1932. Dr. Stieglitz - familieblijspel in drie bedrijven, Nederlands-Indisch Toneel
- 1931. Herfstliefde, Jean de la Lune, Bourrachon Apotheker, Twee weken papa, De Müllers en De stijfkop - Nederlands-Indisch Toneel
- 1931. De vrouw die ieder zoekt - spel in drie bedrijven, Nederlands-Indisch Toneel
- 1931. Mijn zoon Etiënne - Nederlands-Indisch Toneel[30]
- 1931. Hup hottentot - renbaanklucht in drie bedrijven, Nederlands-Indisch Toneel
- 1930. Meneer Topaze en Elias weet het beter - Nederlands-Indisch Toneel, onder meer optredens te Batavia en Djokja
- 1930. Puberteit - Nederlands-Indisch Toneel, onder meer optredens in Antwerpen
- 1929. De Mullers, Dickkopf, Twee weken papa, Le voile déchiré, Les grands garçons, Eine kleine komödie, Vivre, Les affaires sont les affaires, Ma cousine de Varsofie en Alibi - Nederlands-Indisch Toneel, ook tournees door het gehele land
- 1929. Grote jongens - comedie in één bedrijf, Nederlands-Indisch Toneel
- 1929. Het grote ABC - Nederlands-Indisch Toneel
- 1929. Leven - stuk over besmettingsgevaar van tuberculose, Nederlands-Indisch Toneel
- 1929. Een snoepreisje - blijspel in drie bedrijven, Nederlands-Indische Toneel
- 1928. Mijn zuster en ik (comedie in drie bedrijven), Young Woodley, De grote jongens, De verscheurde sluier, Twee weken Papa, De Müllers, Azaïs, Kleine Komödie, Mijn heer Brotonneau, De Lobbes, Je zult met me trouwen en Martine - repertoire aan spelen, Nederlands-Indisch Toneel
- 1928. Enige lichte amusementsstukken voor zang en dans, waaronder Baron von Haberniks - Toneelgezelschap van Theo Frenkel jr.
- 1928. Het systeem Azaïs - spel in drie bedrijven, Nederlands-Indisch Toneel
- 1925. Jut en Juls avonturen - klucht, Verenigd Rotterdams Hofstadtoneel
- 1925. Eén dag soldaat - klucht, Verenigd Rotterdams Hofstadtoneel
- 1924. Het poortje of de duivel in Kruimenburg (geschreven door Frederik van Eeden) - blijspel, Verenigd Rotterdams Hofstadtoneel

#### Nederlands hoorspel
- 1964. De madonna van de antiquair

In de rol van Dr. Steter
- 1964. Hava, de egel

In de rol van ingenieur Lewizki

#### Engels toneel
- 1951. Idiots Dilight - opgevoerd op Broadway met Lee Tracey

Speelde Captain Locicero
- 1949 Figure of a girl -  met Lilli Palmer - Broadway try-out[31]
- 1946. Made in Heaven - opgevoerd op Broadway met Lee Tracey

Speelde Lazlo Vertes
- 1941. Candle in the Wind - met Helen Hayes, opgevoerd op Broadway,  anti-nazistuk[32]

Speelde: Raoul St. Cloud
- 1939. Interlude - opgevoerd in Londen
- 1938. Serenade - opgevoerd in het Q-Theatre in Londen, met Sarah Erskine en Vernon Kelso
- 1936. The visitor - opgevoerd te West End
- 1936. Return to Yesterday - Embassy-theater, Londen

- Gemeinsame Normdatei: 1196048290
- International Standard Name Identifier: 0000 0004 2490 6659
- Library of Congress Control Number: no2013142802
- MusicBrainz: 0b7a4bf5-72fd-4526-973d-e85f237bcac7
- Virtual International Authority File: 305946205
- WorldCat: E39PBJpjdQctXFmVkv8PkmpHG3